# Elisabeth Willeboordse
Elisabeth Willeboordse (née le 14 septembre 1978 à Middelbourg) est une judokate néerlandaise en activité évoluant dans la catégorie des moins de 63 kg (poids mi-moyens). Championne d'Europe en 2005, elle est médaillée de bronze mondiale en 2007 et vice-championne du monde en 2009. L'année précédente, elle décrochait une médaille de bronze aux Jeux olympiques.

## Biographie
Révélée sur le tard, Elisabeth Willeboordse remporte sa première récompense en compétition internationale à 26 ans lors des Championnats d'Europe 2005 organisés dans son pays à Rotterdam. Elle bat à cette occasion en finale l'Autrichienne Claudia Heill, vice-championne olympique en titre. Quelques mois plus tard, elle termine septième des Championnats du monde organisés au Caire. De nouveau médaillée européenne en 2006, en bronze cette fois, elle est sortie dès le premier jour de la compétition continentale en 2007. Mais quelques mois après, elle se distingue aux Championnats du monde de Rio de Janeiro en enlevant la médaille de bronze ne concédant la défaite que contre la championne olympique japonaise Ayumi Tanimoto, au stade des quarts-de-finale.
En 2008, lors des Jeux olympiques, elle monte de nouveau sur le podium en terminant troisième. Éliminée par la Nord-coréenne Won Ok-Im en quarts-de-finale, elle combat avec succès les matchs de repêchages, écartant au passage la Slovène Urška Žolnir, et s'impose lors du match pour la médaille de bronze contre la Cubaine Driulis González. L'année suivante, les Mondiaux 2009 se déroulent aux Pays-Bas à Rotterdam. Devant son public, elle n'est battue qu'en finale par la Japonaise Yoshie Ueno.

## Palmarès

### Palmarès international
| Année | Compétition                      | Lieu           | Résultat | Catégorie      |
| ----- | -------------------------------- | -------------- | -------- | -------------- |
| 2000  | Championnats d'Europe par équipe | Alost          | 3e       | Moins de 63 kg |
| 2004  | Championnats d'Europe            | Bucarest       | 5e       | Moins de 63 kg |
| 2005  | Championnats d'Europe            | Rotterdam      | 1re      | Moins de 63 kg |
| 2005  | Championnats du monde            | Le Caire       | 7e       | Moins de 63 kg |
| 2006  | Championnats d'Europe            | Tampere        | 3e       | Moins de 63 kg |
| 2007  | Championnats du monde            | Rio de Janeiro | 3e       | Moins de 63 kg |
| 2008  | Jeux olympiques                  | Pékin          | 3e       | Moins de 63 kg |
| 2009  | Championnats d'Europe            | Tbilissi       | 5e       | Moins de 63 kg |
| 2009  | Championnats du monde            | Rotterdam      | 2e       | Moins de 63 kg |

## Divers
Principaux tournois
- 1 podium au Tournoi de Paris (3e en 2006).
- 2 podiums au Tournoi de Hambourg (3e en 2007, 2e en 2009).
- 1 podium au Tournoi de Moscou (1re en 2007).